# واريك وليمينغتون (دائرة انتخابية في المملكة المتحدة)
واريك وليمينغتون (بالإنجليزية: Warwick and Leamington)‏ هي إحدى الدوائر الانتخابية في المملكة المتحدة الممثلة في مجلس العموم في برلمان المملكة المتحدة.
عضو البرلمان الذي يمثلها حالياً هو :Mr James Plaskitt (Lab).